# Collège Beaubois
Le collège Beaubois est une école privée de la région de Montréal qui dispense l'enseignement préscolaire, primaire et secondaire en français aux filles et aux garçons. Le collège existe depuis 1967, année de sa fondation par la Communauté des Frères de Saint-Gabriel. Il accueille 594 élèves au préscolaire-primaire et 936 élèves au secondaire.

## Emplacement
Le collège Beaubois est situé à Pierrefonds (Montréal), Québec, Canada, dans l'arrondissement de Pierrefonds-Roxboro, en bordure de la Rivière-des-Prairies. Le manoir Beaubois fait partie du Circuit patrimonial à vélo de l'Ouest-de-l'Île de Montréal.

## Histoire

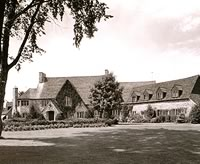
Manoir Beaubois, vers 1929-1930

En 1929, Douglas S. McMaster fait ériger une grande résidence en pierres, le manoir Beaubois. La réalisation de ce projet est laissée entre les mains de l'architecte Harold Lea Fetherstonhaugh. En 1942, la propriété privée est vendue à la communauté des Frères de Saint-Gabriel.

## Associations
Le Collège Beaubois est membre du Réseau des Écoles associées de l'UNESCO et du Regroupement des Établissements verts Brundtland. Il est aussi membre de la Fédération des établissements d'enseignement privés du Québec.  

## Anciens élèves célèbres
- Isabelle Arsenault (illustratrice)
- Jonathan Beaulieu-Bourgault (joueur de soccer)
- Pierre Bouvier, du groupe Simple Plan
- Ariane Brunet (auteure-compositrice-interprète)
- Mathias Brunet (journaliste)
- Marc Cassivi (journaliste)
- Chuck Comeau, du groupe Simple Plan
- Sébastien Lefebvre, du groupe Simple Plan
- Jeff Stinco, du groupe Simple Plan
- Robert J Mailhot (Chirurgien et écrivain)
- Dominique Laniel (actrice)
- Michel Tremblay (professeur)